# Lijst van voetbalinterlands Sri Lanka - Turkmenistan
Deze lijst van voetbalinterlands is een overzicht van alle officiële voetbalwedstrijden tussen de nationale teams van Sri Lanka en Turkmenistan. De landen hebben tot op heden zes keer tegen elkaar gespeeld. De eerste ontmoeting, een kwalificatiewedstrijd voor de Azië Cup 2004, werd gespeeld in Balkanabat op 9 november 2003. Het laatste duel, een kwalificatiewedstrijd voor het Wereldkampioenschap voetbal 2022, vond plaats op 19 november 2019 in Asjchabad.

## Wedstrijden
| № | Plaats     | Datum            | Competitie                 | Wedstrijd                | Uitslag |
| - | ---------- | ---------------- | -------------------------- | ------------------------ | ------- |
| 1 | Balkanabat | 9 november 2003  | Azië Cup 2004 kwalificatie | Turkmenistan − Sri Lanka | 1 − 0   |
| 2 | Asjchabad  | 12 november 2003 | Azië Cup 2004 kwalificatie | Sri Lanka − Turkmenistan | 0 − 3   |
| 3 | Asjchabad  | 18 februari 2004 | WK 2006 kwalificatie       | Turkmenistan − Sri Lanka | 2 − 0   |
| 4 | Colombo    | 9 oktober 2004   | WK 2006 kwalificatie       | Sri Lanka − Turkmenistan | 2 − 2   |
| 5 | Colombo    | 5 september 2019 | WK 2022 kwalificatie       | Sri Lanka − Turkmenistan | 0 − 2   |
| 6 | Asjchabad  | 19 november 2019 | WK 2022 kwalificatie       | Turkmenistan − Sri Lanka | 2 − 0   |

## Samenvatting
| Competitie            | Totaal gespeeld | Winst Sri Lanka | Gelijk | Winst Turkmenistan | Doelsaldo Sri Lanka – Turkmenistan |
| --------------------- | --------------- | --------------- | ------ | ------------------ | ---------------------------------- |
| WK-kwalificatie       | 4               | 0               | 1      | 3                  | 2 − 8                              |
| Azië Cup-kwalificatie | 2               | 0               | 0      | 2                  | 0 − 4                              |
| Totaal                | 6               | 0               | 1      | 5                  | 2 − 12                             |

FSL ·
A-internationals ·
Sri Lankaans vrouwenelftal
Afghanistan ·
Bahrein ·
Bangladesh ·
Bhutan ·
Brunei ·
Cambodja ·
China ·
DDR ·
Filipijnen ·
Guam ·
Hongkong ·
India ·
Indonesië ·
Irak ·
Iran ·
Japan ·
Jemen ·
Jordanië ·
Kirgizië ·
Laos ·
Libanon ·
Macau ·
Malediven ·
Maleisië ·
Mongolië ·
Myanmar ·
Nepal ·
Noord-Korea ·
Oezbekistan ·
Oman ·
Pakistan ·
Palestina ·
Papoea-Nieuw-Guinea ·
Qatar ·
Saoedi-Arabië ·
Seychellen ·
Singapore ·
Soedan ·
Syrië ·
Tadzjikistan ·
Taiwan ·
Thailand ·
Turkmenistan ·
Verenigde Arabische Emiraten ·
Vietnam ·
Zuid-Korea
AFFA · A-internationals · Bondscoaches · Statistieken · Turkmeens vrouwenelftal · Turkmenistan U21 · Turkmenistan U20 · Turkmenistan U19 · Turkmenistan U17
1992 – 1999 ·
2000 – 2009 ·
2010 – 2019 ·
2020 − 2029
1992 ·
1993 ·
1994 ·
1995 ·
1996 ·
1997 ·
1998 ·
1999 ·
2000 ·
2001 ·
2002 ·
2003 ·
2004 ·
2005 ·
2006 ·
2007 ·
2008 ·
2009 ·
2010 ·
2011 ·
2012 ·
2013 ·
2014 ·
2015 ·
2016 ·
2017 ·
2018 ·
2019 ·
2020 ·
2021 ·
2022
Afghanistan ·
Armenië ·
Azerbeidzjan ·
Bahrein ·
Bangladesh ·
Bhutan ·
Cambodja ·
China ·
Estland ·
Filipijnen ·
Guam ·
Hongkong ·
India ·
Indonesië ·
Irak ·
Iran ·
Japan ·
Jemen ·
Jordanië ·
Kazachstan ·
Kirgizië ·
Koeweit ·
Laos ·
Libanon ·
Litouwen ·
Malediven ·
Maleisië ·
Myanmar ·
Nepal ·
Noord-Korea ·
Oeganda ·
Oezbekistan ·
Oman ·
Pakistan ·
Palestina ·
Qatar ·
Roemenië ·
Saoedi-Arabië ·
Singapore ·
Sri Lanka ·
Syrië ·
Tadzjikistan ·
Taiwan ·
Thailand ·
Verenigde Arabische Emiraten ·
Vietnam ·
Zuid-Korea